# Magnús Ver Magnússon

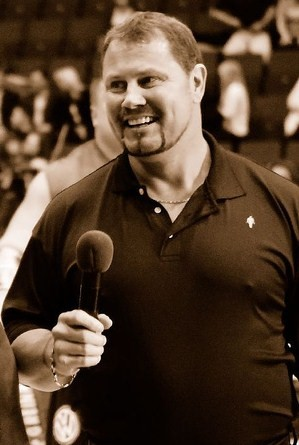
Magnús Ver Magnússon in 2007

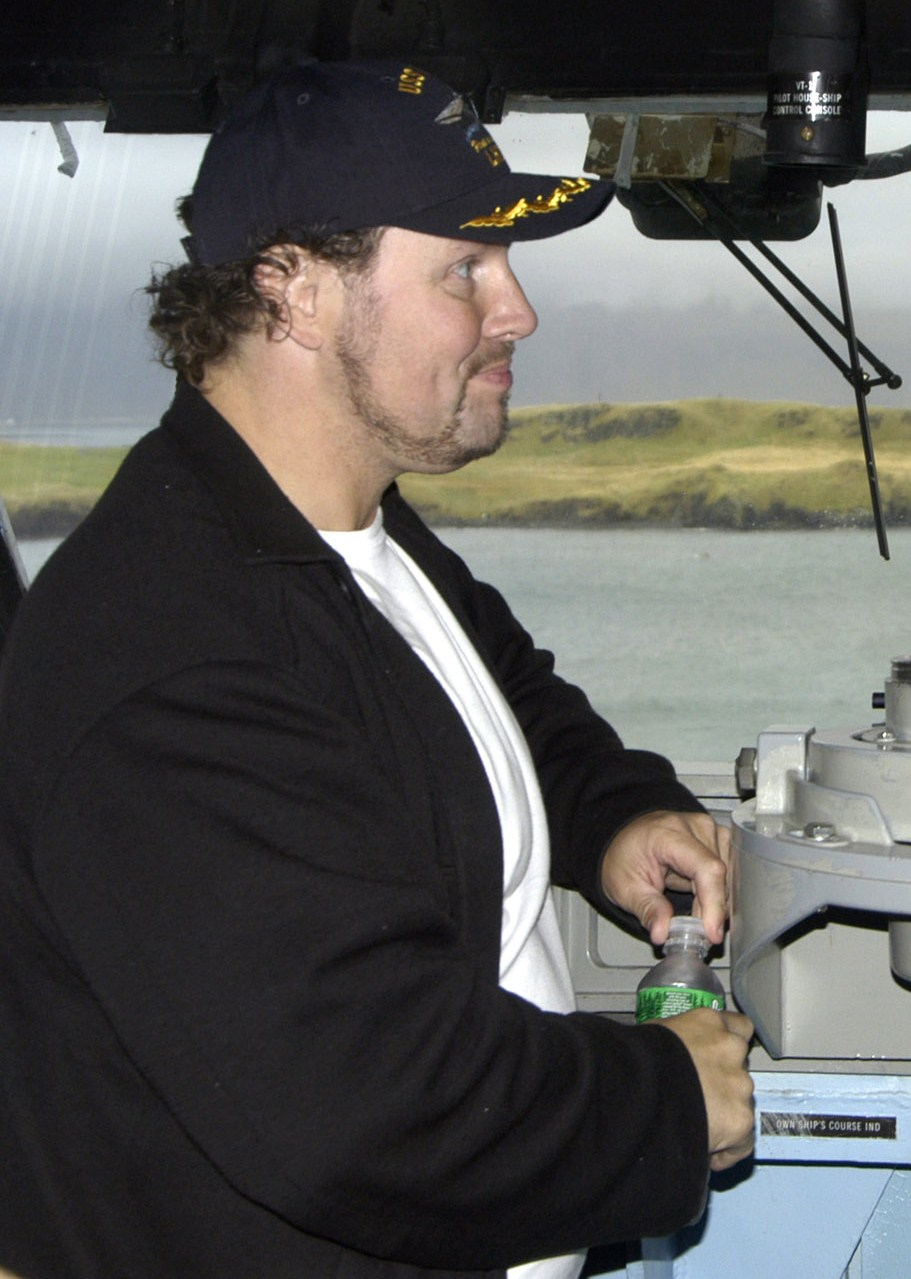
Magnússon bezoekt een amfibisch transportschip, bedoeld voor aanvallen, in 2006. Hij geeft handtekeningen, krijgt een rondleiding en geeft tips voor gewichtstraining.

Magnús Ver Magnússon (Egilsstaðir, IJsland, 23 april 1963) is een powerlifter en voormalig Sterkste Man.

## Powerlifting
Magnús Ver Magnússon begon met powerlifting in 1984. Zijn beste prestaties in competities zijn een squat van 400 kg, een bench press van 275 kg met een powershirt en 250 kg zonder powershirt. Zijn beste deadlift is 375 kg en zijn hoogste totaalscore bij powerlifting is 1015 kg. Hij won ooit een wereldrecord deadliften met autobanden, met een gewicht van 445 kg.

## Sterkste Man
In 1985 deed hij voor het eerst mee in de IJslandse competitie, waar hij derde werd. Hij begon zich meer en meer te richten op deze competitie in plaats van op het powerliften nadat hij Sterkste Man van de Wereld werd in 1991. Hij won deze titel nog driemaal, in 1994, 1995 en 1996.
Magnús Ver Magnússon deed nog mee aan vele 'Sterkste Man' competities, waarin hij vaak hoog of als winnaar eindigde. Hij stopte met Sterkste Man wedstrijden vanwege zijn leeftijd en vanwege een hamstringblessure. De hamstrings worden zwaar belast bij Sterkste Man wedstrijden.

## Sterkste Man van de Wereld
- 1991 - 1e plaats
- 1992 - gedeelde 2e plaats met Jamie Reeves (achter Ted van der Parre)
- 1993 - 2e plaats
- 1994 t/m 1996 - 1e plaats

## Statistieken (fysiek) in zijn topjaren (1989-1997)
- Lengte: 190 cm
- Gewicht: 130-135 kg
- Borstomvang: 145 cm
- Biceps: 52 cm

## 2000-2010
In Reykjavik heeft Magnús Ver Magnússon een powerlifting en 'Sterkste Man'-sportschool. Ook is hij scheidsrechter bij powerliftingcompetities en  Sterkste Man-competities. Als alleenstaande vader woont hij met zijn kind in Hafnarfjörður. Soms doet hij nog mee aan de IJslandse competitie en een enkele keer aan een Grand Prix in een ander land, als 'veteraan'.

## 2019
Magnús nam het in juli 2019, bij Giants Live, op tegen Bill Kazmaier, die 37 jaar daarvoor, in 1982, de wereldtitel voor het eerst haalde en toen de wereldkampioen powerlifting was. De wedstrijd wordt ook wel 'strongman legends' genoemd en heeft slechtst één onderdeel, de Hercules hold, waarbij twee zware objecten op een helling staan, in dit geval twee nagemaakte Romeinse pilaren van 300 kg, die met de linker- en rechterarm in bedwang moesten worden gehouden. De tijd stopte als men losliet. 
Magnús werd meermaals wereldkampioen in de jaren na Kazmaier, de laatste keer in 1996. Tijdens deze wedstrijd (een idee van Arnold Schwarzenegger) is Magnús 56 jaar oud en Kazmaier 65 jaar. Het is de bedoeling dat dit soort wedstrijden vaker gaan plaatsvinden. Arnold Schwarzenegger betrekt steeds meer evenementen bij zijn 'Arnold Classics', zo zijn er al evenementen voor lichamelijk gehandicapten en mensen die terminaal ziek zijn en toch nog krachtsport doen.
Magnús haalde een tijd die voor huidige Sterkste Mannen nog hoog is, 1:42.2 en Kazmaier hield het ongeveer 18 seconden vol, hij had last van zijn schouders en begon al schuddend met de twee zware pilaren. Magnús had het voordeel van leeftijd, bijna 10 jaar jonger. Magnús haalde viermaal de titel Sterkste Man van de Wereld, Kazmaier driemaal, waar een andere IJslander de laatste keer in het laatste onderdeel zoveel punten haalde, dat Kazmaier de titel niet haalde en daardoor zelfs niet in de top drie voorkwam. Kazmaier kon het niet laten dit in aanloop naar de wedstrijd een aantal keer te benadrukken in interviews.